# Eupilio
Eupilio est une commune italienne de la province de Côme dans la région Lombardie en Italie.

## Administration
| Période                                  | Période | Identité | Étiquette | Qualité |
| ---------------------------------------- | ------- | -------- | --------- | ------- |
|                                          |         |          |           |         |
| Les données manquantes sont à compléter. |         |          |           |         |

### Hameaux
Carella, Corneno, Galliano, Mariaga, Penzano

### Communes limitrophes
Bosisio Parini, Canzo, Cesana Brianza, Erba, Longone al Segrino, Merone, Pusiano, Rogeno